# 天回镇街道
天回镇街道，是中国四川省成都市金牛区下属的一个街道，面积33.34平方公里。下辖17个行政村和2个居委会，人口53436人（2000年）。

## 行政区划
天回镇街道下辖以下地区：
天回社区、金华社区、明月社区、大湾社区、杜家碾社区、太华社区、余家巷社区、宝年社区、木龙湾社区、甘油社区、车站社区、红星社区、土门社区、长胜社区、银杏园社区、白塔社区、万圣社区和石门社区。